# San-Giovanni-di-Moriani
San-Giovanni-di-Moriani är en kommun i departementet Haute-Corse på ön Korsika i Frankrike. Kommunen ligger i kantonen Campoloro-di-Moriani som tillhör arrondissementet Bastia. År 2022 hade San-Giovanni-di-Moriani 97 invånare.

## Befolkningsutveckling
Antalet invånare i kommunen San-Giovanni-di-Moriani
Referens:INSEE